# Pine Flat (Kalifornija)
Pine Flat je naseljeno područje za statističke svrhe u američkoj saveznoj državi Kalifornija. Prema popisu stanovništva iz 2010. u njemu je živjelo 166 stanovnika.